# Медр
Медр (Медер, Мійда) — селище в Еритреї, адміністративно належить до району Ареета регіону Дебубаві-Кей-Бахрі.

## Географія
Селище розташоване на піщаному березі Червоного моря, на південно-західному березі бухти Анфіла, в основі мису Рас-Дагбере.
Селище розкидане по берегу моря довжиною до 550 м, при цьому вулиць не має.
| Прапор Еритреї | Це незавершена стаття про Еритрею. Ви можете допомогти проєкту, виправивши або дописавши її. |